# Verchnije Lichobory
Verchnije Lichobory (in russo Верхние Лихоборы?) è una stazione della Metropolitana di Mosca situata sulla Linea Ljublinsko-Dmitrovskaja. Inaugurata il 22 marzo 2018, la stazione serve è posta al confine tra i quartieri di Beskudinkovskij e Zapadnoe Degunino.